# Heteropterys brachiata
Heteropterys brachiata là một loài thực vật có hoa trong họ Malpighiaceae. Loài này được (L.) Kunth mô tả khoa học đầu tiên năm 1821.